# PTV Planung Transport Verkehr
Die PTV Planung Transport Verkehr GmbH ist ein 1979 gegründetes Software- und Beratungsunternehmen mit Sitz in Karlsruhe. Das Unternehmen entwickelt und vertreibt Simulationssoftware für Verkehr, Mobilität sowie Logistik.

## Geschichte
Im Jahr 1979 gründeten Hans Hubschneider und Michael Sahling in Karlsruhe die PTV Planungsbüro Transport und Verkehr GmbH. Zwischen den Jahren 1979 und 1982 konzipierten sie das erste Computerprogramm für die Tourenplanung. Zu den ersten Projekten gehörten die Standort- und Distributionsplanung für Raiffeisen in Schleswig-Holstein, eine Liniennetzplanung für den Bus- und Straßenverkehr in Mannheim und eine Tourenplanung für Langnese-Iglo. Diese Projekte bildeten zugleich die Grundlage für weitere Softwareprodukte bei dem damals noch jungen Unternehmen.
Die PTV AG wurde 1999 gegründet und verschmolz die bis dahin entstandenen fünf „PTV-GmbHs“. Ab 2001 war das Unternehmen in den Themen Verkehr, Mobilität und Logistik aktiv. Am 1. Juli 2011 übergab Hans Hubschneider die Unternehmensführung an Vincent Kobesen. 2014 wurden neue Landesgesellschaften in Großbritannien, Mexiko, Japan und Dubai aufgebaut. Im September 2016 übernahm die PTV Group die britische Firma Distribution Planning Software International Ltd. (DPS). Im Juni 2017 kaufte die Porsche Automobil Holding 97 Prozent der Aktien der PTV Gruppe für 312 Millionen Euro, verkaufte jedoch 60 Prozent seiner Aktien bis 2022 wieder an den britischen Investor Bridgepoint Capital für 240 Millionen Euro.
Zum 1. November 2019 wurde der Vorstandsvorsitz der PTV an Christian U. Haas übergeben, er führt das Unternehmen aktuell gemeinsam mit CFO Karsten Kölsch. Im Oktober 2021 wurde bekannt, dass der britische Finanzinvestor Bridgepoint 60 Prozent der Anteile an der PTV übernimmt, die restlichen 40 Prozent verbleiben bei Porsche. Die PTV Planung Transport Verkehr AG wechselte ihre Rechtsform in eine Gesellschaft mit beschränkter Haftung und firmiert seit dem 21. Februar 2022 als PTV Planung Transport Verkehr GmbH.
Im März 2022 wurde die PTV Group mit dem nordamerikanischen Anbieter von intelligenten Verkehrsmanagementlösungen Econolite zusammengeschlossen. Im Januar 2023 kündigte das Unternehmen gemeinsam mit den Investoren Bridgepoint und Porsche SE eine strategische Neuausrichtung mit der Trennung des Mobilitäts- und Logistikgeschäft in zwei eigenständige Unternehmen an. Seit August 2023 ist der Geschäftsbereich Logistik als  PTV Logistics GmbH ausgegliedert.

## Unternehmen
Das Unternehmen unterteilt sich in die drei Geschäftsfelder Verkehrsprogramme (Verkehrsplanung, Verkehrsmodelle, Verkehrssimulation, öffentlicher Verkehr), Transportberatung (Verkehrsplanung und -technik, Verkehrssteuerung, öffentlicher Verkehr, integrierte Verkehrskonzepte für nachhaltige Mobilität) und Logistikprogramme (Planung und Optimierung von Transporten und Vertriebsstrukturen, Programme zur Routen- und Tourenplanung, Geoplanung, Geovermarktung, Visualisierung auf digitalen Karten).
Das Unternehmen besitzt Niederlassungen in Australien, der Asien-Pazifik-Region, Benelux, Brasilien, China, Großbritannien, Frankreich, Italien, Japan, Lateinamerika, im Nahen Osten, Österreich, Polen, Skandinavien, Spanien, Südafrika und den USA. Mit PTV Vision ist die PTV Marktführer nach eigenen Angaben in den Bereichen Verkehrsmodellierung und Berechnung von Verkehrsströmen: Laut Hersteller nutzen Kunden in mehr als 120 Ländern das Officepaket.

## Projekte
Die PTV hat 2017 die Ausschreibung für ein neues europäisches Verkehrsmodell gewonnen. Hauptaufgabe des Projekts ist die Entwicklung von TRIMODE, einem umfassenden multimodalen Verkehrsmodell, das den gesamten Güter- und Personenverkehr in Europa abbildet. Gleichzeitig berücksichtigt es wirtschaftliche Faktoren, die diese Verkehrsnachfrage generieren. Zusätzlich beantwortet das Modell Fragen zu den Auswirkungen des Verkehrs auf Energieversorgung und Umwelt. Mit PTV Visum als zentralem Element wird TRIMODE als stabiles und integriertes System entwickelt, das vielfältig operativ genutzt werden kann.
Als Mitglied des Coporate Partnership Boards (CPB) arbeitet die PTV seit einigen Jahren mit dem International Transport Forum (ITF) der OECD zusammen. So hat PTV 2015 z. B. an der Lisbon Study mitgewirkt, die untersuchte, welche Auswirkungen geteilte, autonome Mobilität im Stadtverkehr haben wird.
Für die Formel-1-Rennstrecke in Abu Dhabi, den Yas Marina Circuit, erstellte PTV 2009 mit der Verkehrsplanungssoftware PTV Vision eine multimodale Verkehrssimulation für die An- und Abfahrtswege. Diese Simulation erfasste alle Arten von Verkehr in einem einzigen Modell. Mit VISSIM konnte auch das Verhalten der Formel-1-Besucher im Bereich der Zuschauertribüne dargestellt werden.
2008 unterstützte das Unternehmen das Karlsruher Open-Air-Festival „DAS FEST“ mit einer Fußgängersimulation für Fluchtwege. Grundlage des Informationsfilms war das Softwaremodul VISSIM. Das Modul ermöglicht es, eine realistische Interaktion zwischen Menschen bei Großevents sowie zwischen Menschen und Fahrzeugen darzustellen.
Im Rahmen des Modellprojekts „Staufreies Hessen 2015“ stellt die PTV AG die Technik für das Verkehrsinformationssystem „Dynamic Information and Navigation Assistance“ (DIANA) zur Verfügung. Hierbei werden die Verkehrslagedaten nicht von ortsfesten Messstellen übermittelt, sondern im Floating-Car-Data-Verfahren von ausgewählten Verkehrsteilnehmern über ihre Mobiltelefone.
Im Rahmen von „Düsseldorf in Motion“ (Dmotion) plante das Unternehmen Steuerungsstrategien für den Ballungsraum Düsseldorf und entwickelte ein Konzept zur durchgängigen Verkehrslage im Übergangsbereich. Darüber hinaus errichtete das Unternehmen einen Verkehrsinformationsdienst, der die Verkehrslage in Nordrhein-Westfalens Landeshauptstadt in Echtzeit erfasst und prognostiziert.
Daneben ist das Unternehmen an weiteren Systemen für Verkehrsmanagement, Verkehrsprognose und Verkehrsinformationen beteiligt. Unter anderem für die Verkehrsmanagementzentrale (VMZ) Berlin, den Ruhrpilot sowie die Verkehrsinformationen auf der Webseite BayernInfo.de des Landes Bayern.

## Forschung
Die PTV ist in nationalen und internationalen Forschungsprojekten aktiv. Zu den Themenfeldern gehören u. a. aktive Mobilität, autonomes Fahren, Bewertung und Erhaltung von Verkehrsinfrastruktur, Elektromobilität, Intermodaler Verkehr, Mobilität im gesellschaftlichen Wandel, multimodaler Personenverkehr und urbane Logistik.
Die PTV koordinierte das Forschungsprojekt BESTFACT, Best Practice Factory for Freight Transport, bei dem die Forscher vier Jahre lang Best-Practice-Beispiele für City Logistik, Grüne Logistik, Ko-Modalität und eFreight gesammelt, entwickelt, evaluiert und verbreitet haben.
Die PTV koordinierte das Forschungsprojekt MODULUSHCA (Modular Logistics Units in Shared Co-modal Networks), das zum Ziel hatte, die Logistikbranche in der Europäischen Union besser zu vernetzen, in enger Abstimmung mit nordamerikanischen Partnern und der internationalen Physical Internet Initiative.
Das vom deutschen Wirtschaftsministerium geförderte Forschungsprojekt „iHub: Intelligente IT-gestützte Plattform für elektromobiles, nachhaltiges und effizientes Infrastruktur- und Flottenmanagement von Logistik-Hubs“ steht für einen ganzheitlichen Ansatz, der von den Projektpartnern, darunter die PTV vorangetrieben wird. Im Rahmen von iHub wird eine integrierte IT-Plattform aufgebaut, die sowohl Planung als auch Optimierung von Fahrzeugflotten- und Energiemanagement miteinander verknüpft.
Die PTV hat im Rahmen des vom Bundesministerium für Verkehr und digitale Infrastruktur geförderten Verbundprojekts metropol-E die von der Nationalen Plattform Elektromobilität (NPE) vorgeschlagene Idee eines „Siedlungsorientierten Modells für nachhaltigen Aufbau und Förderung der e-Ladeinfrastruktur“ (SIMONE) weiterentwickelt.
Das Unternehmen engagiert sich im Projekt FLOW (Furthering Less Congestion by Creating Opportunities For More Walking and Cycling), das sich mit städtischem Straßenverkehr befasst und die Rolle der Fußgänger und Radfahrer untersucht. PTV arbeitet die FLOW-Stau-Bewertungsmethode aus mit einer multimodalen Staudefinition und einer Reihe von multimodalen Indikatoren, die direkte und weitere Konsequenzen haben, um die Wirksamkeit von Fußgänger- und Radverkehrsmaßnahmen bei der Staureduzierung zu bewerten.
Auf der IAA Nutzfahrzeuge 2010 in Hannover stellte PTV die Ergebnisse der Studie „Intelligent Cargo Systems“ vor. Die Forschungsstudie geschah im Auftrag der Europäischen Kommission und behandelt das Thema „intelligenter Güterverkehr“. Sie zeigt Zukunftsszenarien für die Jahre 2020 und 2035 auf. Dabei berücksichtigt sie die zunehmenden Anforderungen im Bereich effizienter und nachhaltiger Logistik sowie die immer komplexer werdende Planung für globale Transportketten über alle Verkehrsträger hinweg.
Seit 2008 befasst sich PTV unter anderem im Rahmen des Projekts „Klima und Energie in einem komplexen Transformationsprozess zur Nachhaltigkeit in Hyderabad“ mit dem Thema Megacities. Bis 2013 sollen hier unter anderem auf gesamtstädtischer Ebene Planungsgrundlagen erarbeitet werden. Auf ihrer Basis soll dann die Ausgestaltung des Verkehrssystems und der Verkehrsinfrastruktur entschieden werden.
Für das von der Europäischen Kommission getragene Projekt CVIS hat die PTV ein neues Routingverfahren für den städtischen Verkehr entwickelt. Das strategische Routingverfahren kann auch Verkehrsempfehlungen von Städten und Gemeinden berücksichtigen. Konkretes Testfeld war Dortmund.
Gemeinsam mit 28 Partnern ist das Unternehmen an der Forschungsinitiative AKTIV („Adaptive und Kooperative Technologien für den Intelligenten Verkehr“) beteiligt. Diese hat sich zum Ziel gesetzt, den Verkehr der Zukunft sicherer und auch flüssiger zu machen. Dabei sollen neue Fahrerassistenzsysteme und Informationstechnologien entstehen sowie Softwarelösungen für ein effizientes Verkehrsmanagement. PTV entwickelte dafür ein Netzwerk, in dem das Verkehrsmanagementsystem mit Informationsfunktionen im Fahrzeug sowie der Infrastruktur kommuniziert.
PTV ist Konsortialpartner des von der Europäischen Union und dem Land Baden-Württemberg geförderten Forschungsprojekts für urbane und autonome Güterlogistik, efeuCampus in Bruchsal. PTV ist für die Transportprozesse auf dem Areal und die Tourenplanung der autonomen Fahrzeuge innerhalb der Rahmenbedingungen verantwortlich.

## Kritik
Im Oktober 2007 wurde der Aktiengesellschaft „für ihr System zur individuellen Berechnung der Kfz-Versicherung“ mit dem Pay-as-you-drive-System der Negativpreis Big Brother Award in der Kategorie „Technik“ verliehen, weil es „Fahrtroute und das Fahrverhalten aufzeichnet und an die Versicherung übermittelt“. Im folgenden Jahr nahm PTV den Preis entgegen.